# باشگاه فوتبال روتور ولگوگراد
باشگاه فوتبال روتور ولگوگراد (روسی: ФК Ротор Волгоград) باشگاه فوتبالی است که در ولگوگراد، استان ولگوگراد، روسیه قرار دارد. این باشگاه در لیگ دسته دوم فوتبال روسیه بازی می‌کند. آن‌ها در سطح بالای فوتبال اتحاد جماهیر شوروی و روسیه از هر دو طرف جنگ جهانی دوم، از سال ۱۹۸۹ تا ۱۹۹۰ و از ۱۹۹۱ تا ۲۰۰۴ بازی کردند. در طول دهه ۱۹۹۰ آنها یکی از قویترین باشگاه‌های روسیه تازه استقلال یافته بودند و چهار بار در رقابت‌های اروپایی حضور داشتند. در سالهای اخیر مشکلات مالی و مالکیت بارها و بارها وضعیت حرفه‌ای آن‌ها را تهدید کرده‌است و آنها بیشتر در لیگ‌های پایین منطقه‌ای بازی کرده‌اند.

## افتخارات
- لیگ برتر فوتبال روسیه
  - نایب قهرمان: ۲ (۱۹۹۳, ۱۹۹۷)
- جام حذفی فوتبال روسیه
  - نایب قهرمان: ۱ (۱۹۹۵)
- لیگ دسته اول اتحاد جماهیر شوروی
  - قهرمان: ۱ (۱۹۹۱)
- شوروی/لیگ دسته دوم روسیه
  - قهرمان: ۳ (۱۹۸۰, ۱۹۸۱, ۲۰۱۱–۱۲)
- Lower Second League
  - قهرمان: ۱ (۱۹۳۷)
- لیگ فوتبال آماتورها
  - قهرمان: ۱ (۲۰۱۵, Chernozemye Region)
- King's Cup (تایلند)
  - قهرمان: ۱ (۱۹۹۵)